# Плаково
Пла́ково (болг. Плаково) — село у Великотирновській області Болгарії. Входить до складу общини Велико-Тирново.

## Населення
За даними перепису населення 2011 року у селі проживали 236 осіб.
Національний склад населення села:
| Національність   | Кількість осіб | Відсоток |
| ---------------- | -------------- | -------- |
| болгари          | 203            | 87,9%    |
| турки            | 19             | 8,2%     |
| цигани           | 8              | 3,5%     |
| Всього відповіли | 231            |          |

Розподіл населення за віком у 2011 році:
Динаміка населення: